# Popândăii Prostănaci
Popândăii Prostănaci sunt două personaje fictive în Warner Bros. Looney Tunes și Merrie Melodies. Popândăii, numiți Mac și Tosh, sunt mici și maronii cu burțile bronzate și dinții dolari. Amândoi vorbesc cu un accent britanic.
Popândăii Prostănaci au fost creați de animatorul Robert Clampett pentru filmul din 1947 The Goofy Gophers. Norm McCabe a folosit mai-nainte o pereche de popândăi în desenul din 1942 Gopher Goofy, dar ei au purtat mici reasamblări după personajele lui Clampett. Clampett a părăsit studioul înainte ca desenul să fie produs, deci Arthur Davis a continuat ca regizor. Desenul îi are pe popândăi într-o grădină de legume păzită de un câine. Mel Blanc jocă rolul lui Mac și Stan Freberg a lui Tosh. După desene, Joe Alaskey joacă rolul lui Mac.